# Dietrich I. (Wied)
Dietrich I. von Wied († um 1200 in Heisterbach), auch Theoderich I. von Wied, war von etwa 1162 bis um 1197 Graf zu Wied.

## Leben und Wirken
Dietrich war ein Sohn Siegfrieds von Wied. Die Namen seiner Mutter und seiner Ehefrau sind nicht bekannt. Sein Bruder Rudolf wurde 1183 in einer strittigen Wahl zum Erzbischof von Trier gewählt, jedoch vom Papst nicht bestätigt.
Dietrich erhielt eine Ritterausbildung am Hofe des rheinischen Pfalzgrafen Konrad. In einer am 26. April 1158 von Kaiser Friedrich Barbarossa in Sinzig ausgestellten Urkunde ist Dietrich unter den Zeugen aufgeführt.
Im Jahre 1162 übernahm Dietrich nach dem Tode seines Vaters die Regentschaft in der Grafschaft Wied. Um 1171, spätestens ab 1173, war Dietrich erblicher Vogt des Königsgutes zu Andernach.
Dietrich nahm 1189 im Gefolge Kaiser Barbarossas am Dritten Kreuzzug teil. 1190 hatten seine Krieger Städte in Thrazien erobert. Dietrich kehrte im selben Jahr nach dem Tod Barbarossas zurück.
In diese Zeit fällt auch die lehnsmäßige Auftragung seiner Grafschaft an die rheinischen Pfalzgrafen.
Um 1197 übergab er die Grafschaft seinem Sohn Georg und wurde Mönch in der Zisterzienserabtei Heisterbach. Dort hatte er auch Kontakte mit Caesarius von Heisterbach.

## Familie
Als Nachkommen Dietrichs sind fünf Söhne und drei Töchter bekannt:
- Georg von Wied, wurde Dietrichs Nachfolger im Grafenamt und war von 1197 bis 1217 Graf zu Wied, keine Nachkommen
- Konrad von Wied (urkundlich erwähnt 1204 als Cunradus frater comitis de Wiede), übernahm von 1211 bis 1215 Vogteirechte zu Andernach, die zu der Zeit sein Bruder Georg als Erbvogt innehatte; keine Nachkommen
- Theoderich II. von Wied (auch Dietrich II. genannt; um 1170–1242), war von 1212 bis 1242 Erzbischof und Kurfürst von Trier; Theoderich baute um 1220 die Festung Montabaur
- Lothar von Wied († 1244), war im Grafenamt Nachfolger seines Bruders Georg und war von 1218 bis 1243 Graf zu Wied; keine Nachkommen
- Metfried von Wied (urkundlich erwähnt 1204 und 1220), war Propst von St. Paulin in Trier und Oberchorbischof zu Trier
- Theodora von Wied (urkundlich erwähnt 1182 bis 1192), war verheiratet mit Graf Bruno von Isenburg († 1210), der sich später Herr zu Braunsberg nannte; ihr Sohn Bruno II. wurde der Begründer des Zweiten Grafenhauses zu Wied
- Isalda von Wied († 1223), war verheiratet mit Gottfried I. von Eppstein
- Ida von Wied, war Äbtissin im Damenstift Vreden